# 內政部警政署保安警察第三總隊
內政部警政署保安警察第三總隊，簡稱保三總隊，為隸屬於內政部警政署的保安警察單位，總隊部位於新北市新店區屈尺營區，執行進口貨櫃安全檢查工作，轄區遍及國內各港口地區。

## 歷史
保安警察第三總隊前身為大清帝國戶部鹽稅水師巡營，鹽務警察總隊，中華民國成立後改為「財政部緝私署稅務警察總團」。
- 1937年，抗日軍與稅警參加「八一三」上海保衛戰，而後參加剿匪與對日抗戰，規模較大者列後：
  1. 兩淮：（江蘇）上海戰役、連雲港戰役、宿遷之役、新安鎮之役等。
  2. 山東：突擊日軍占據煙台市威海衛豹虎山之役等。

- 1941年，稅警總團因作戰需要改編為暫編三十八師、青年軍新編第一軍，隨中國遠征軍赴緬甸抗日，與英軍並肩作戰。滇緬戰役勝利後，部份國軍官兵轉回財政部稅務緝私署。

- 1941年7月，財政部將部份緝私署官兵 移撥改編為場警，歸鹽務機關管轄指揮，專責緝私、保產、護稅、警衛等，於同年10月16日鹽務總局成立場警管理處，迄1945年緝私署裁撤，場警更名「鹽警」。

- 1946年4月，財政部設臺灣鹽務管理局，組織查緝產物組，調撥各縣市警察局駐衛警，擔任鹽場緝私工作。

- 1948年7月，由福建省調二批稅警來臺，編為七個隊。

- 1949年2月，由山東省撥調稅警六個隊來臺，共計十三個隊，後整編為八個隊，臺灣鹽務管理局設警務科，綜理鹽務。除原查產組外，當時全國鹽警三萬餘人，中央鹽務總局設鹽警管理處，各區鹽務管理局設警務科。

- 1950年7月1日，鹽務改隸臺灣省警務處，成立「臺灣省鹽務稅警總隊」，分駐鹽場負鹽場保產、護稅、緝私及鹽區治安、協助海防等任務。鹽警在大陸為陸軍編制，改隸臺灣省警務處後改為警長、警士制。

- 1972年7月18日，奉令支援海關兼負關緝私勤務。11月16日改為隊員制，警長改為小隊長，警士改為隊員。鹽警改制後，需接受警察養成教育及參加特考，正式任命。10月內政部警政署核准成立「臺灣省警察學校臺南分班」。

- 1973年2月至65年5月，臺灣省警學校臺南分班共辦八期，訓練鹽警及其他警察725人。
- 1976年9月17日，時任行政院院長蔣經國在立法院宣佈自1977年7月起停徵鹽稅，並指示財政部減少私鹽查緝人員，移撥海關查緝工作。

- 1978年7月1日，奉令改稱為「臺灣省保安警察第三總隊」原建制不變。

- 1982年9月16日，奉令將鹽場勤務及駐鹽場一個中隊員警移撥保安警察第二總隊。至此，保三專責財政部及海關並協助財政部及海關警衛、查緝走私之責。

- 1987年7月15日，中華民國政府正式宣佈解除臺灣省戒嚴令，保三總隊奉令接掌進口貨櫃安全檢查工作，肩承陸空海關、邊疆防衛、出入、緝私及各港口貨櫃、安全檢查任重責。
- 1990年精省後，奉行政院核准依《s:內政部警政署保安警察組織通則》規定，改隸內政部警政署為「內政部警政署保安警察第三總隊」。

## 組織編制

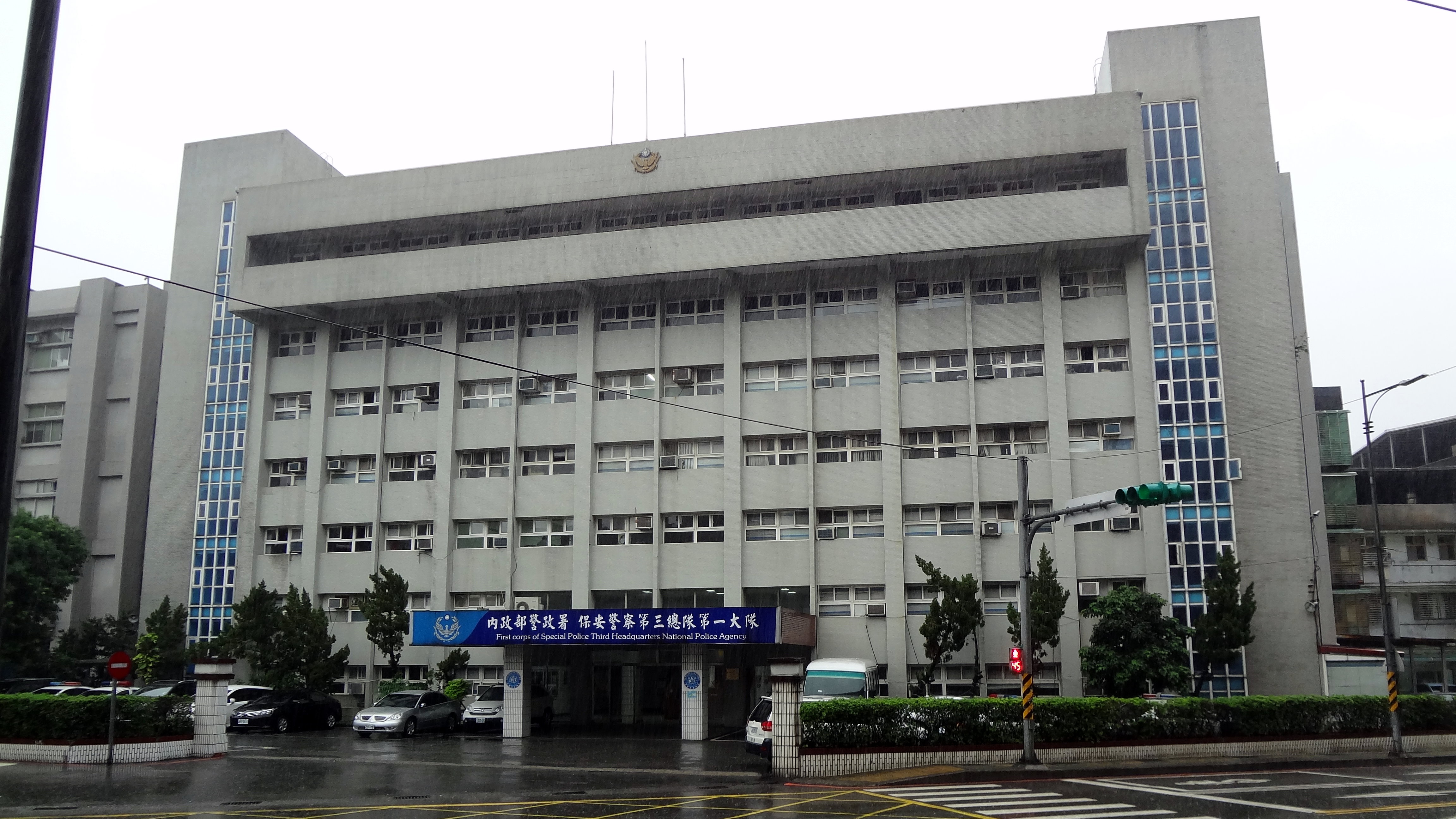
保安警察第三總隊第一大隊辦公大樓

- 總隊部：位於新北市新店區，內設警務科、督訓科、後勤科、安檢保防科、勤務指揮中心、秘書室、人事室、主計室等九單位。
- 刑事警察大隊（新北市新店區）
  - 基隆偵查分隊（基隆市七堵區）
  - 臺中偵查分隊（臺中市梧棲區）
  - 高雄偵查分隊（高雄市前鎮區）
  - 直屬偵查分隊（新北市新店區）
  - 警犬分隊 （高雄市小港區）
- 第一大隊  （基隆市七堵區）
  - 第一中隊（基隆市七堵區）
  - 第二中隊（基隆市七堵區）
  - 第三中隊（臺中市梧棲區）
- 第二大隊 （高雄市前鎮區）
  - 第一中隊（高雄市前鎮區）
  - 第二中隊（高雄市前鎮區）
  - 第三中隊（高雄市前鎮區）

## 機關首長
| 職稱     | 姓名   | 佩階     | 學歷                         | 主要經歷                       |
| -------- | ------ | -------- | ---------------------------- | ------------------------------ |
| 總隊長   | 黃永志 | 三線二星 | 中央警官學校行政警察學系56期 | 花蓮港務警察總隊總隊長         |
| 副總隊長 | 郭森永 | 三線二星 | 中央警官學校次政學系49期     | 保安警察第三總隊主任秘書       |
| 主任秘書 | 張啟祥 | 三線二星 | 中央警官學校行政警察學系52期 | 臺中市政府警察局清水分局分局長 |

## 外部連結
- 內政部警政署保安警察第三總隊全球資訊網 （页面存档备份，存于）
- 保三警好讚的Facebook專頁